# 5975 Otakemayumi
5975 Otakemayumi è un asteroide della fascia principale. Scoperto nel 1992, presenta un'orbita caratterizzata da un semiasse maggiore pari a 2,5517445 UA e da un'eccentricità di 0,0926239, inclinata di 14,96497° rispetto all'eclittica.